# Astronauții zdrențăroși
Astronauții zdrențăroși (în limba engleză: The Ragged Astronauts) este primul roman al seriei de fantezie științifică Land and Overland de Bob Shaw. A câștigat Premiul Asociației Britanice de Science Fiction pentru cel mai bun roman în 1987.

## Prezentare
Lumea este o societate stric feudală  care trece printr-o criză energetică de vârf (copacii care furnizează energie și materiale dure sunt limitați) și printr-un proces de degradare culturală. O mare parte a populației umane de pe Lume se deplasează spre Supralume cu ajutorul unor baloane cu aer cald pentru a scăpa de creaturi aeriene ucigașe sub formă de sferă și denumite Ptertha. 

## Personaje
- Toller Maraquine, membru al filozofilor, ulterior va afla că adevăratul său tată este general de armată; Leddreavohr îl va promova în rândurile armatei apoi ajunge căpitan de astronavă
- Leddreavohr Neldeever, prinț războinic, fiu al regelui Prad. Va avea mai multe conflicte cu Toller, în final este ucis de acesta pe Supralume iar Chakkell devine regele coloniștilor de pe noua planetă
- Lain Maraquine, fratele lui Toller, membru al filozofilor
- Gessalla Maraquine, soția lui Lain, va deveni iubita lui Toller după ce Lain este ucis de o sferă otrăvitoare Ptertha
- Glo, seniorul filozofilor. El este cel care îi dă regelui Prad ideea călătoriei spre Supralume în baloane de aer cald
- Prad, regele Kolcorronului, tatăl prinților Leddreavohr și Chakkell. După ce imperiul său (Kolcorron) cucerește Chamteth și distruge copacii Brakka de pe jumătate din planetă pentru a extrage cristale de energie Pikon  - sferele Ptertha atacă și distrug mai mult de două treimi din populația umană a Lumii, făcând viața imposibilă pe planetă. De aceea regele preia ideea lui Glo și hotărăște crearea a mii de baloane cu aer cald pentru o invazie pe Supralume. Acesta va muri în timpul călătoriei spre Supralume
- Chakkell, prinț, fiu al regelui Prad
- Dasene, soția lui Chakkell
- Balountar, seniorul prelaților; va fi ucis de prințul Leddreavohr după o revoltă provocată de senior
- Fera Rivoo, o soție temporară a lui Toller

## Cuprins
- Prima parte - Umbre la amiază (capitolele 1 - 5)
- Partea a doua - Zborul de probă (capitolele 6 - 15)
- Partea a treia - Regiunea ciudățeniilor (capitolele 16 - 20)

## Univers
- Lumea - planeta pe care se desfășoară mare parte a acțiunii primului roman
- Supralumea - planeta spre care se deplasează kolcorronienii în baloane cu aer cald pentru a scăpa de Ptertha. Cele două planete împart o atmosferă comună; de asemenea prelații consideră că sufletele celor morți pe Lume se reîncarnează pe Supralume - de aceea consideră o blasfemie planurile regelui Prad de a merge pe Supralume în baloane cu aer cald. După ce primii coloniști de pe Lume ajung pe Supralume găsesc și aici copaci Brakka și sfere Ptertha deocamdată netoxice pentru om - ceea ce duce la concluzia că omenirea s-a mutat de multe ori de pe o planetă pe alta fără ca să mai țină minte din greșelile ei - aceea de a fi distrusă de sfere datorită distrugerii copacilor
- Ptertha - sfere aeriene care trăiesc în simbioză cu copacii Bakkra; sunt ființe inteligente care își schimbă culoarea și atacă pe cei care distrug copacii Brakka
- Brakka - copaci care produc pikon; aceștia sunt în simbioză cu Ptertha
- Pikon - cristale energetice extrase din copacii Brakka pe care oamenii le folosesc ca surse de energie
- Kolcorron - un imperiu de pe Lume condus de regele  Prad
- Ro-Atrabi, capitala kolcorroniană
- Chamteth - un imperiu de pe fața cealaltă a Lumii, va fi cucerit de Kolcorron datorită ravagiilor provocare de molima Ptertha asupra locuitorilor săi
- Casa Pătrată - este locuința lui Lain Maraquine, aflată pe Muntele Verde, o colină din Ro-Atrabi

## Premii și nominalizări
| An   | Premiu                                                       | Rezultat     | Ref.  |
| ---- | ------------------------------------------------------------ | ------------ | ----- |
| 1986 | Premiul BSFA pentru cel mai bun roman                        | Câștigat     | [ 3 ] |
| 1987 | Premiul Arthur C. Clarke                                     | Nominalizare | [ 4 ] |
| 1987 | Premiul Hugo pentru cel mai bun roman                        | Nominalizare | [ 5 ] |
| 1987 | Premiul Locus pentru cel mai bun roman științifico-fantastic | 25           | [ 6 ] |

## Traduceri
- română - Astronauții zdrențăroși,  Editura Pygmalion Ploiești, Colecția Cyborg, 2000
- rusă: "Астронавты в лохмотьях" (cu sensul de "Astonauți în zdrențe"), 2003
- German: "Die Heißluft-Astronauten", 1991 (ISBN 3-453-04484-3)
- cehă: "Primitivní Astronauti", 1993 (cu sensul de "Astronauții primitivi")
- poloneză: "Kosmiczna przeprowadzka" ("Space removal"), 1994 (ISBN 83-7082-624-5)
- portugheză: "Os Balonautas"
- italiană: "L'invasione dei Ptertha: (Sfida al cielo)" (cu sensul de "Invazia Ptertha, sau Provocarea cerului"), 1999 (ISBN 88-4291-093-7)